# Utrecht
Utrecht (en español: Utrique, exónimo en desuso) es una ciudad de los Países Bajos, capital de la provincia homónima. Ubicada en la parte central del país, se trata de la cuarta ciudad en importancia.

## Toponimia
El topónimo de la ciudad en neerlandés es Utrecht ([ˈytrɛxt]ⓘ). En español se ha conocido a la ciudad también como Utrech, Utrique y Utreque, hoy en desuso.

## Historia
Situada a orillas del Rin, fue una destacada fortaleza romana y después un gran centro medieval productor de lana y exportador de ganado vacuno de la apreciada raza frisona. Los orígenes de la ciudad se remontan a la época romana. En tiempos del emperador Claudio se ordenó la construcción de una línea defensiva a lo largo del Rin, dando lugar a la línea fronteriza más septentrional del imperio. Una de las fortalezas se construyó en un cruce en el río, recibiendo el nombre de Trajectum o Ultra Trajectum. Con el paso del tiempo, y bajo la influencia de los avatares de los diferentes períodos históricos, estos vocablos fueron derivando paulatinamente en diversas formas (Uut- Trecht, Trecht), debido sobre todo a un error de pronunciación, hasta alcanzar el nombre actual de Utrecht. En la época romana, alrededor de estas fortificaciones (que albergaban una cohorte de 500 soldados) se iría asentando todo un conglomerado de artesanos y comerciantes, además de grupos de familias.
A partir de mediados del siglo III, tribus germánicas fueron invadiendo periódicamente estos territorios. Alrededor del año 275 los romanos no pudieron contener la línea fronteriza al norte, por lo que la mayoría tuvo que abandonar Utrecht, aunque hubo una parte que se quedó y se mezcló con los invasores.
A finales del siglo VII, el misionero inglés Vilibrordo se estableció en Utrecht, predicando la doctrina cristiana en estas tierras y erigiéndose, por nombramiento del Papa, en el primer obispo de la zona. En el año 723 el rey franco cedió la fortaleza de Utrecht y sus tierras circundantes a la jerarquía eclesiástica. De esta forma, Utrecht sentaba la base de su posterior papel como centro religioso y económico de primer orden. Baste con mencionar al respecto que el último Papa no italiano de la Historia, hasta Juan Pablo II, fue de Utrecht, Florenszoon Boeyens Adriaan, Adriano VI, en 1522.
La ciudad fue visitada hacia el año 965 por el viajero hispano-judío Ibrahim ibn Ya'qub, quien describe la economía basada no en el cultivo, sino en los rebaños y la lana, materia prima de las valiosas capas frisonas. También nota el uso de turba en vez de leña. Utrecht es un centro mercantil sin parangón.
Fue un centro religioso muy importante, lugar de residencia de obispos, cuyas casas con pináculos y torres se conservaron y aún se pueden contemplar. Si visitamos la parte antigua de la ciudad, encontramos la iglesia de San Martín (Domkerk) que hasta 1559 fue la única catedral en el norte de Holanda. Alrededor de 920 el obispo Balderik llegó a Utrecht y reconstruyó la antigua iglesia construida por San Wilibrord en 695, hizo construir una nueva y enorme catedral consagrada en honor de san Martín con arcos romanos. Después de un incendio ocurrido en 1253, esta resultó y el cabildo aprovechó esta oportunidad para ir reconstruyendo la iglesia. Por entonces predominaba en Francia el estilo arquitectónico gótico, y Utrecht siguió esa moda. La nueva iglesia cuenta con arcos góticos. En 1254 se comenzó con el coro de la iglesia, luego siguieron las torres y la nave transversal. Debido a la falta de recursos, en 1517 se tuvo que suspender la construcción, así que faltaban los contrafuertes y los arcos arbotantes que son importantes para el soporte de la nave. En el siglo XVI estalló la Reforma y en 1577 Utrecht se hizo protestante, expulsando a la guarnición española el 11 de febrero, lo cual  produce que las iglesias fueran expropiadas a la Iglesia católica. Posee la torre más alta del país, originalmente unidas por una nave, que fueron separadas por un tornado el 1 de agosto de 1674, la cual se encuentra en el punto de cruce de cuatro iglesias: la iglesia de San Pedro (de Pieterskerk), la iglesia de San Juan Bautista (de Janskerk), la iglesia de la abadía de San Pablo (de kerk van de Paulusabdij) y la iglesia de Santa María (de Mariakerk), estas dos últimas desaparecidas actualmente. 
Entre los siglos XI y XVI fue la ciudad más destacada e importante de los actuales Países Bajos. El 21 de octubre de 1528 se produjo la anexión de la ciudad por Carlos V, en 1579 las siete provincias del norte firmaron la Unión de Utrecht para hacer frente a la hegemonía española. Esto se considera como el comienzo de la República neerlandesa. Hay que mencionar que en los últimos años del siglo XVI comenzó una etapa de decadencia a consecuencia de su anquilosamiento temporal como centro del cristianismo católico, en una esfera mayoritariamente protestante. El peso político se desplazaría de Utrecht hacia la zona protestante. En el siglo XVII Ámsterdam se convertiría en la ciudad por antonomasia de los Países Bajos. Aun así, Utrecht siguió conservando importancia como centro cultural y económico.
El nombre Utrecht aparece más de una vez en la historia en relación con tratados y negociaciones importantes. Aquí se firmó, entre otros, el Tratado de Utrecht de 1713 relativo a la guerra de sucesión española en el siglo XVIII, que además determinó las soberanías sobre varios territorios entre las diversas potencias europeas, incluyendo territorios coloniales. Este tratado ponía fin a la guerra de sucesión española.

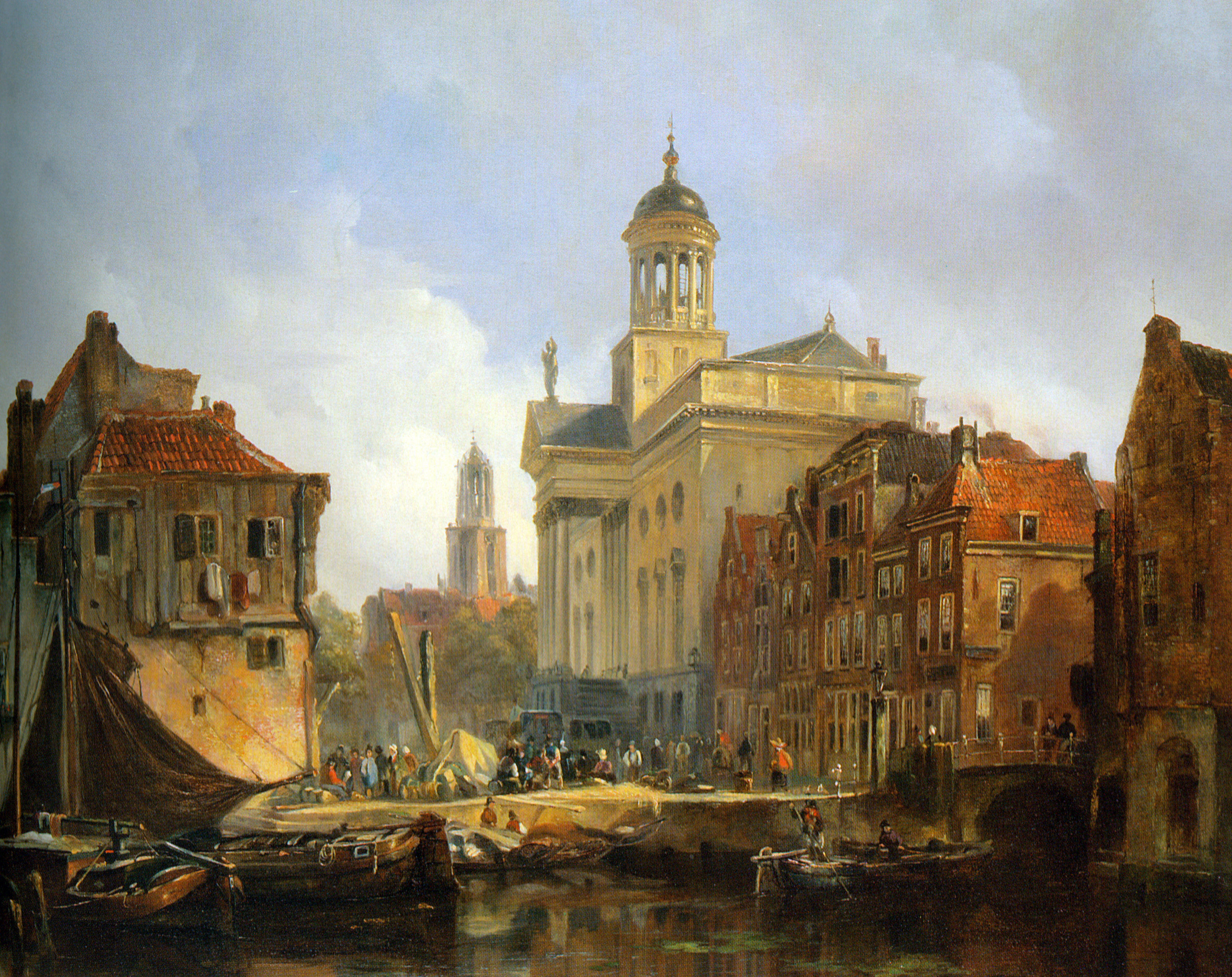
Vista de Utrecht en el, por Johannes Bosboom

En el siglo XIX, se convertiría en la sede central del ferrocarril neerlandés (aún hoy en día lo es), gracias a su ubicación geográfica privilegiada. Ello posibilitó un desarrollo industrial y económico muy considerable, llevándose a cabo la reconversión y modernización de la ciudad. Todo ello, junto al restablecimiento de Utrecht como el centro católico de los Países Bajos, posibilitó que la urbe despertara del latente ostracismo del siglo XVIII y recuperara cierto esplendor de antaño.

## Ciudad de Utrecht
Utrecht es conocida por la torre de la catedral de la ciudad y los canales en el centro de la ciudad. Es considerado el segundo destino turístico más demandado de los Países Bajos, después de Ámsterdam, debido fundamentalmente a la belleza y disposición de la urbe y la intensa actividad cultural y de ocio que presenta. 

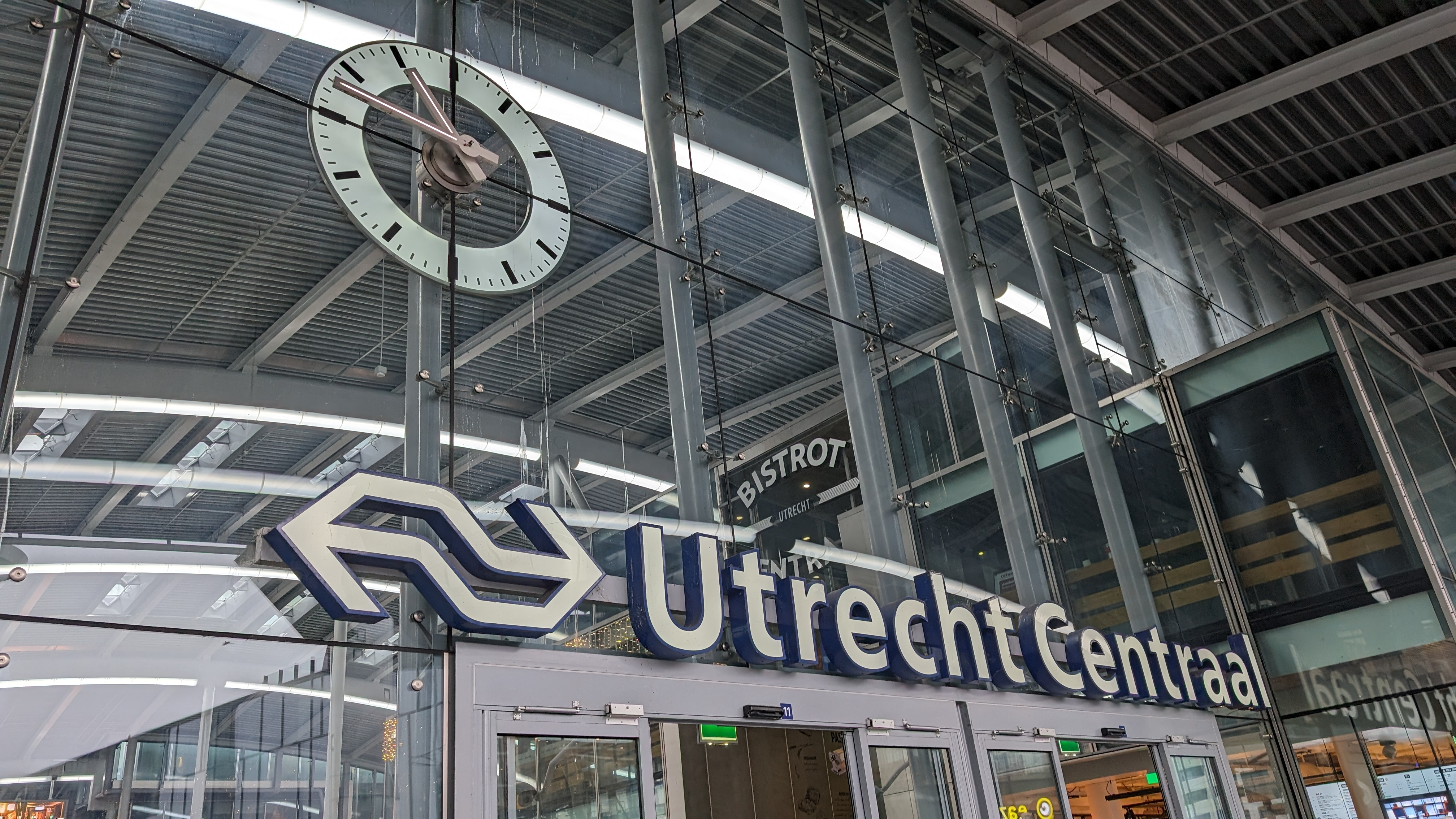
Estación central de Utrecht

La situación central de la ciudad por un lado y su diseño medieval por otro han determinado en gran medida el desarrollo de la vida social de Utrecht. Desde hace siglos, la belleza del centro, rodeado por un canal circular, sigue atrayendo a un gran número de personas, mientras, del mismo modo,  oficinas, empresas y servicios encuentran en Utrecht un lugar central y bien comunicado que es muy accesible. Utrecht es el centro de la red neerlandesa de ferrocarriles "Nederlandse Spoorwegen" (Ferrocarriles Neerlandeses). La Estación Central de Utrecht es el corazón de la red nacional de trenes y Oudenrijn, el centro neurálgico de la red de autopistas nacionales, se halla a pocos kilómetros del centro de Utrecht. 

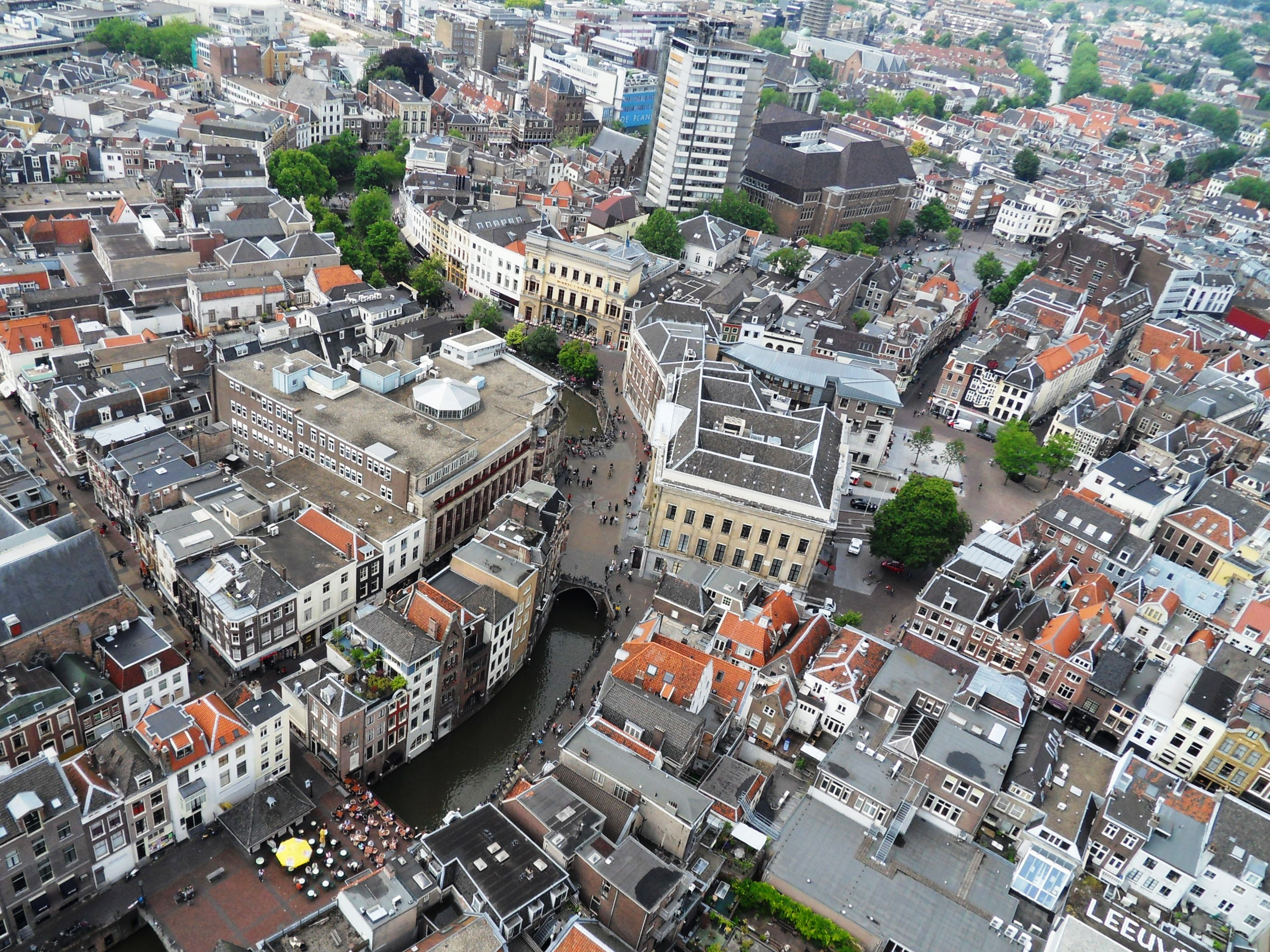
Vista aérea

Dentro del canal circular (‘singel’), rodeado de parques con caminos frondosos, el casco antiguo de Utrecht se ha convertido en una zona que sobresale por su tranquilidad, belleza plástica y su vertiente acogedora. Aunque los tenderos se quejan de la supuesta falta de accesibilidad del tráfico motorizado y del aparcamiento caro, el casco antiguo atrae a miles de personas con ganas de hacer compras, relajarse y disfrutar de la oferta cultural. 
En los años sesenta la zona entre la estación central y el casco antiguo fue demolida y reemplazada por un centro comercial gigante, Hoog Catharijne. No obstante, gracias a su zona peatonal, el casco antiguo sigue siendo el centro verdadero de Utrecht. Sus negocios exclusivos, su abundancia de restaurantes, y sobre todo sus cafés con terrazas a lo largo del Oudegracht, el canal central, han hecho de Utrecht un lugar inmensamente atractivo para ciudadanos, estudiantes y visitantes.
Su notable catedral fue construida mayoritariamente entre 1254 y 1320, y en 1420 se construyeron las últimas partes. Ya no era la época de las grandes catedrales y se desestimó la construcción de unos arbotantes. En 1674 su parte central fue derruida por un tornado y su notable torre está hoy en día separada de la iglesia, y lo que fue parte de su nave central, una plaza pública. 

## Educación

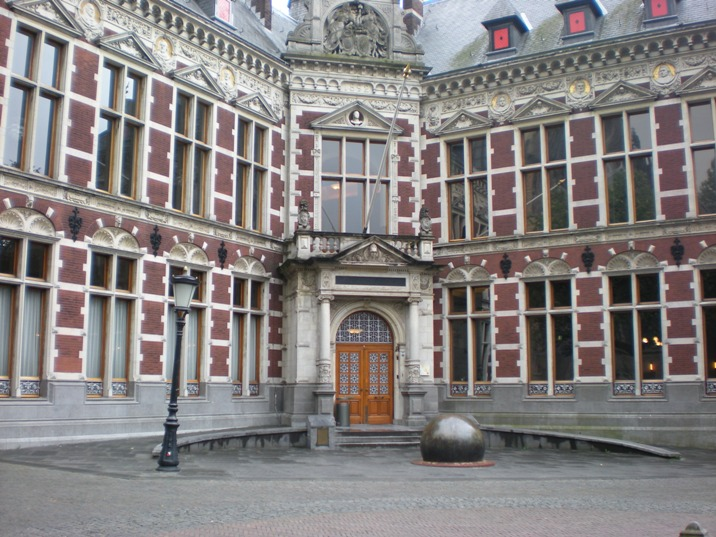
Universidad de Utrecht

La Universidad de Utrecht fue fundada en 1636 y es pública.

## Núcleos de población
La ciudad de Utrecht tiene una población de 361.742 (2022) habitantes. Vleuten-De Meern tuvo un municipio propio hasta 2001, que incluía Haarzuilens y Veldhuizen.

## Cultura

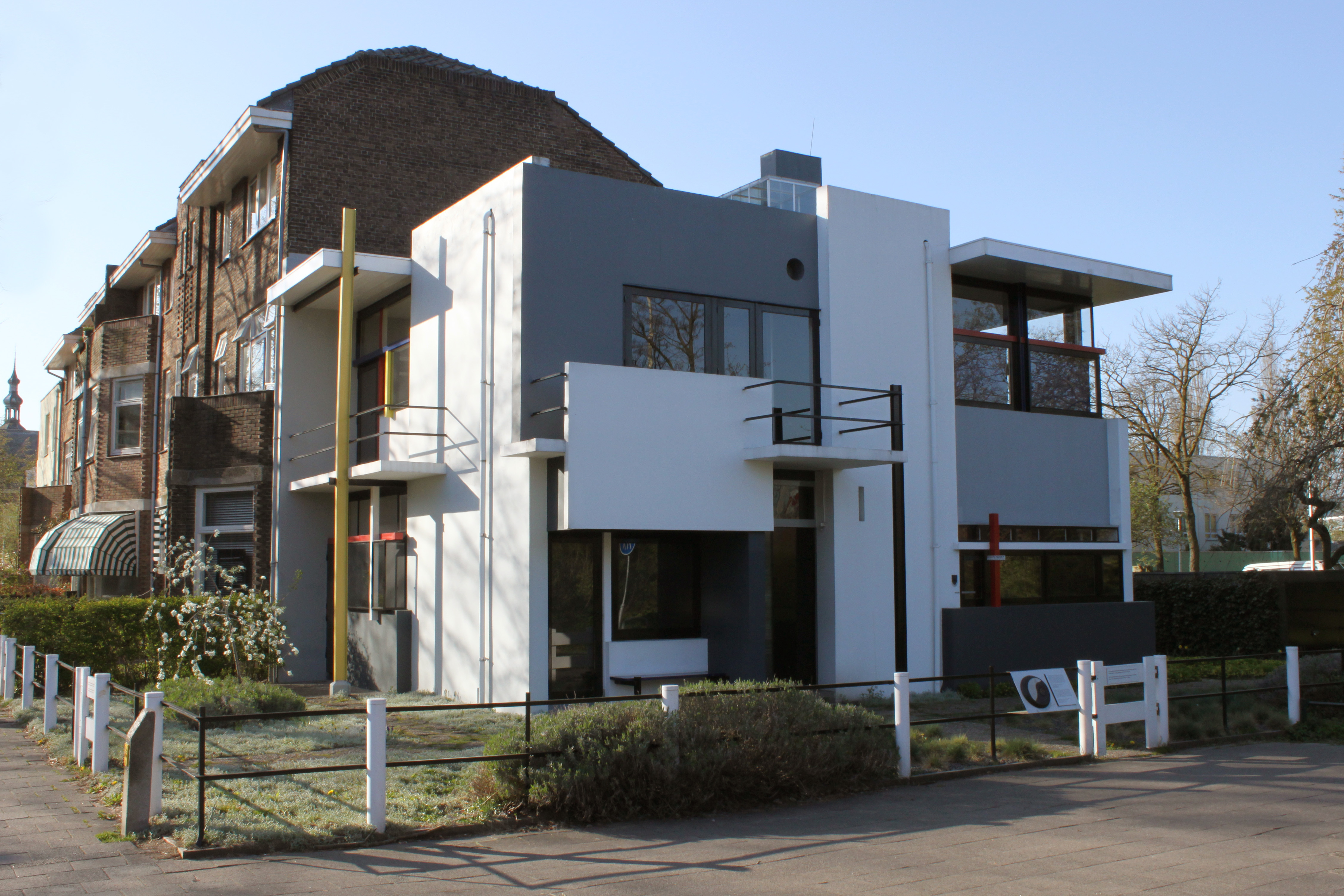
Rietveld Schröder House.

La ciudad de Utrecht se ha desenvuelto desde siempre en un ambiente de gran actividad cultural. Fue uno de los focos más destacados de la pintura neerlandesa, especialmente dentro del manierismo de finales del siglo XVI. 
Existen diversos teatros, el centro de música Vredenburg, el club de rock Tivoli, diversas salas de cine, galerías de arte y numerosos museos. Con la intención de involucrar a la población en las actividades culturales la ciudad de Utrecht organiza regularmente domingos culturales en los que diversas organizaciones ofrecen sus actividades gratuitamente. En Utrecht existen edificios significativos de la arquitectura moderna; como muestra de ello está la Casa Rietveld Schröder (1924), que en el 2000 se incluyó en la lista de la UNESCO como Patrimonio Mundial de la Humanidad. 
Museos

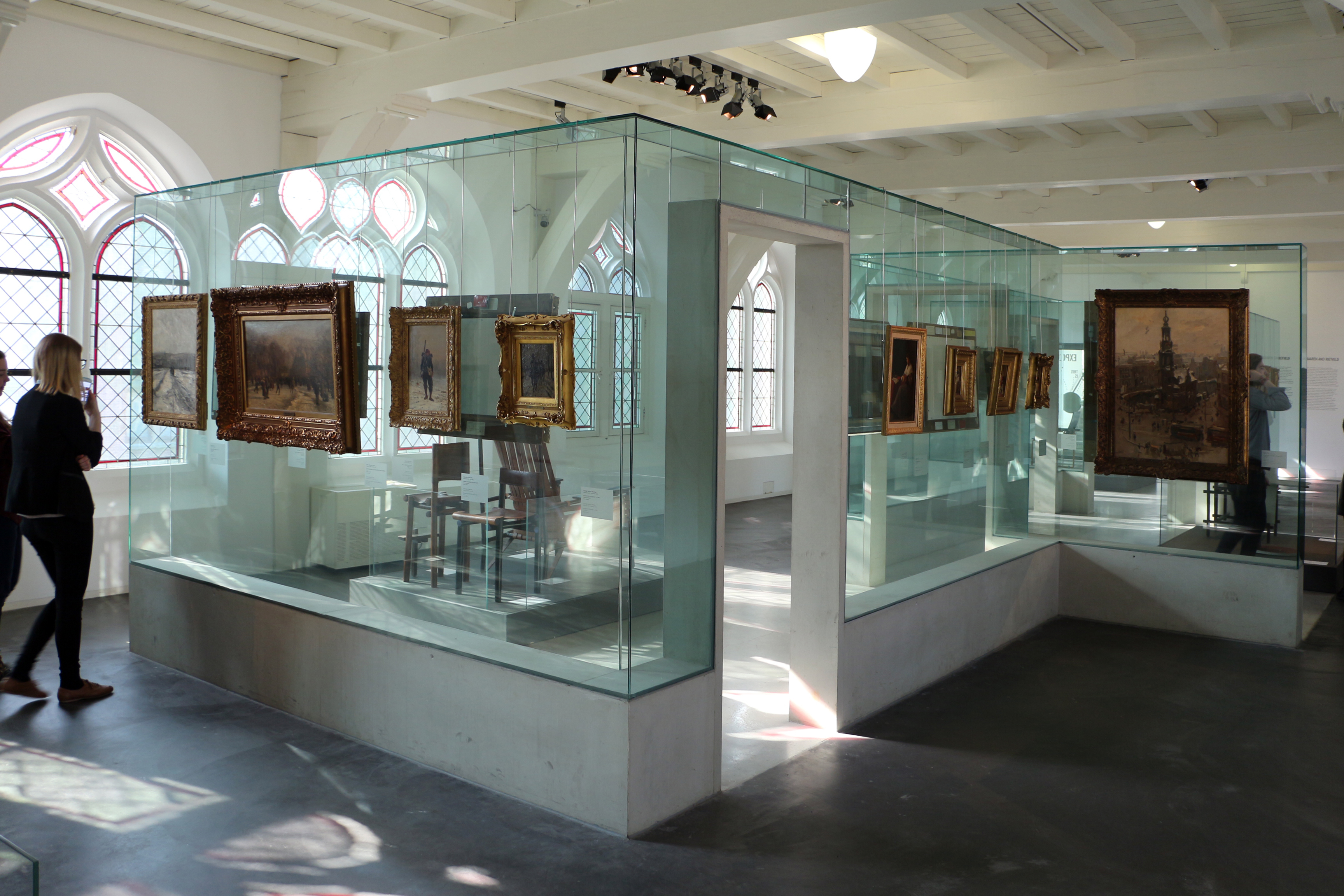
Centraal Museum

- Aboriginal Art Museum (cerrado permanentemente)
- Centraal Museum (artes e historia municipal)
- Museum Catharijneconvent (historia de la cultura cristiana, así como artes en los Países Bajos)
- National museum 'From musical clock to street organ' (varios siglos de instrumentos musicales y mecánicos, véase Museum Speelklok)
- Railroad Museum (historia del ferrocarril neerlandés, véase Spoorwegmuseum)

## Deportes
Utrecht fue sede de la Copa Mundial de Fútbol Juvenil de 2005.
| Equipo     | Deporte | Competición | Estadio             | Creación |
| ---------- | ------- | ----------- | ------------------- | -------- |
| FC Utrecht | Fútbol  | Eredivisie  | Stadion Galgenwaard | 1970     |

En 2015, fue la ciudad desde donde se inició el Tour de Francia.

## Ciudades hermanadas
- Brno (República Checa)
- Hannover (Alemania)
- León (Nicaragua)
- Juanjuí (Perú)